# José Cicarelli
 José Cicarelli  (Buenos Aires, Argentina, 5 de abril de 1892 – ídem , 3 de octubre de 1963), cuyo nombre de nacimiento era José Carmen Ciccarelli, fue un cantor y actor de cine y teatro.

## Actividad profesional
Era hermano de los también  actores Gregorio, Carmelo y Luis Cicarelli. Se inició en el teatro por el año 1918 con la compañía Podestá-Morganti, en el teatro Olimpo de Rosario, y desde entonces se destacó como cantor en casi todas las obras en las que participó. 
En 1927 formó su propia compañía para actuar en el teatro Nuevo.
De las canciones que estrenara en los escenarios, La copa del olvido fue su mayor suceso. Este tango de Alberto Vaccarezza, con música de Enrique Pedro Delfino de la obra Cuando un pobre se divierte, de 1921, se difundió desde el tablado del Teatro Nacional por todo el país e incluso por el exterior.
José Cicarelli, un actor no muy destacado pero de buena voz que hacía en la obra un personaje ocasional -ni siquiera figuraba en el reparto- en la escena que transcurría en el cabaré -elemento bastante usado en el teatro porteño de la época- con la animación musical de Enrique Delfino estaba sentado en una mesa y en un momento en que se producía un vacío en la acción se paraba con una copa en alto y levantaba y comienza a cantar:
¡Mozo! Traiga otra copa
y sírvase de algo el que quiera tomar,
De lo que se trataba, explica García Jiménez, era de intercalar en algún momento el anzuelo del tango-canción que, en el caso, alcanzó rápida difusión. La pieza Cuando un pobre se divierte tuvo una notable repercusión popular; se realizaban 3 o 4 funciones diarias y muchas de ellas con el teatro completo. 
Decía la revista Caras y Caretas en el número 1212 del 24 de diciembre de 1921:

«En todos los hoteles, bares y confiterías de Buenos Aires se toca el mismo tango; en los cabarets y restaurantes alegres se baila el mismo motivo musical; se escucha por calles y plazas en todos los labios aquello de «¡Mozo! Traiga otra copa y sírvase de algo el que quiera tomar»; todos los pianos lo martillean. Es que la pegadiza melodía ha llegado hasta el alma misma de la población.»

Enrique Delfino conservaba los recortes periodísticos que daban cuenta de la gran difusión que tuvo este tango en España. El ABC de Madrid contaba en una nota cómo en la calle de Alcalá músicos callejeros y transeúntes cantaban o tarareaban la canción y La Noche de Barcelona decía sobre este tango "Las criadas lo cantan, con acompañamiento de fregadero y escoba; las pianolas, los ciegos, los quintetos de cabarets y cinemas..." García Jiménez dice que cuando tiempo después Delfino fue a actuar a España los periódicos resumían su personalidad interesante con la frase ¿Recordáis a La copa del olvido?
Escribió algunas canciones, entre las cuales el tango Llevame carretero con música de Manuel Parada, fue la que alcanzó mayor difusión, sobre  todo a causa de la extraordinaria grabación de Gardel, a quien dedicó el tango Embajador porteño. Ignacio Corsini le grabó su hermoso estilo El jazmín de mi ventana.También escribió un libro de poesías y dejó obras teatrales que permanecen inéditas.
Actuó en teatros y locales de varietés en dúo con Fernando Nunziata , grabaron para el sello Columbia y recorrieron el país en giras acompañados por la guitarra de Fernando Montoni. 
Trabajó en las películas Tierra adentro (1941), dirigida por  Tino Dalbi,  El seductor (1950) de Luis Bayón Herrera y Fin de mes dirigida por Enrique Cahen Salaberry (1953).

## Filmografía
Actor
- Tierra adentro (1941)
- El seductor (1950)
- Fin de mes (1953)

## Teatro
- 1948: Martín Fierro. Con Roberto de Negri, Héctor Armendáriz, Adolfo Faust Rocha, Pedro Tocci, Chola Osés, y gran elenco. Estrenada en el Teatro Presidente Alvear con la Compañía Argentina de Comedias dirigida por Pacual Carcavallo.